# واين تيفس
واين تيفس (بالإنجليزية: Wayne Tefs)‏‏ (1947 - 15 سبتمبر 2014 ) روائي، وناقد أدبي من كندا.